# حارة علي جاحص (دار سعد)
حارة علي جاحص هي إحدى حارات حي 7 أكتوبر الواقع بمديرية دار سعد التابعة لمحافظة عدن، بلغ تعداد سكانها 4807 نسمة حسب تعداد اليمن لعام 2004.